# Курахський район
Курахський район — муніципальний район в Дагестані. Адміністративний центр — село Курах.

## Територія
Площа району 740км². Район межує з Ахтинським, Рутульським, Агульським, Хівським, Сулейман-Стальським та Магарамкєнтським районом.

## Населення
Населення району становить 15 434 осіб (2010).
Національний склад населення за даними перепису 2010 р.
- лезгіни — 98,4%
- інші — 1,6%

## Адміністративний поділ
В районі налічують 28 населених пунктів: Курах, Хюрехюр, Моллакєнт, Арабляр, Аладаш, Кумук, Кучхюр, Бугда-тепе, Кабір, Ікра, Бахцуг, Сараг, Ругун, Кутул, Ахніг, Ашакєнт, Штул, Ашар, Кукваз, Гельхен, Квардал, Усуг, Укуз, Хверєдж, Шіміхюр, Хпєдж, Урсун, Хпюк.